# Chiesa di San Giovanni Battista (Erbé)
La chiesa di San Giovanni Battista è la parrocchiale di Erbé, in provincia e diocesi di Verona; fa parte del vicariato di Isola della Scala-Nogara.

## Storia
Nel 1014 l'imperatore Enrico II concesse in feudo ai monaci di San Zeno Maggiore il territorio di Erbé, dove venne edificata tra quel secolo e il successivo la primitiva cappella intitolata a San Giovanni Battista, che non era filiale di alcuna pieve, siccome dipendeva direttamente dall'abbazia veronese.

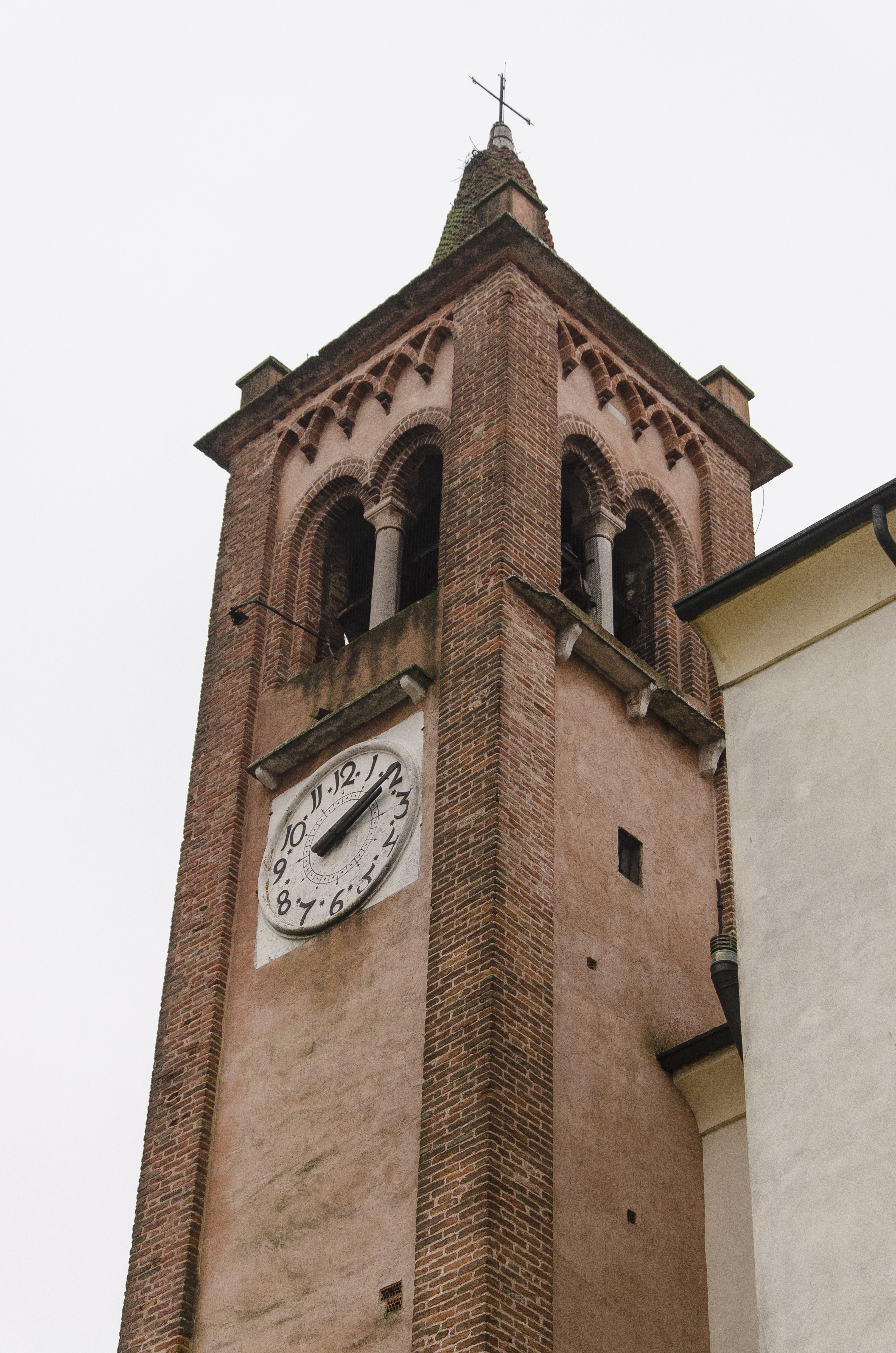
Il campanile

Nel Quattrocento l'originario oratorio fu sostituito da una nuova chiesa, la quale, come si desume dalle relazioni delle visite pastorali del vescovo Gian Matteo Giberti, aveva a quattro altari intitolato rispettivamente a San Giuseppe, alla Madonna, a San Michele Arcangelo e alla Beata Vergine del Rosario; in quel periodo, nel 1526 essa divenne parrocchiale e sede di un priorato.
Nel 1725 venne edificata la nuova parrocchiale neoclassica; l'8 luglio 1797, con la soppressione dell'abbazia di San Zeno, la cura d'anime passò al clero diocesano.
Tra il 1941 e il 1946 il pittore Giuseppe Resi eseguì l'affresco dell'interno; nel 2008 iniziò un intervento di ristrutturazione della chiesa, il quale, condotto sotto la supervisione dell'architetto Paolo Giacomelli, fu portato a termine nel 2010.

## Descrizione

### Esterno
La facciata della chiesa, che volge ad occidente, è a capanna ed è scandita da quattro lesene d'ordine ionico sopra le quali s'impostano la trabeazione e il timpano triangolare, nel quale è posto al centro un orologio; presenta sopra il portale d'ingresso una cornice che poggia su due mensole e una finestra di forma barocca, mentre i due piccoli corpi laterali, raccordati tramite volute a quello principale, sono coronati da altrettante statue raffiguranti i santi Giovanni Battista e Zeno da Verona.

### Interno
L'interno è a un'unica navata, sulla quale si affacciano quattro cappelle laterali ospitanti gli altari del Crocefisso, della Madonna del Rosario, della Sacra Famiglia e del Sacro Cuore di Gesù, e la cui copertura è costituita dalla volta a botte, decorata dall'affresco avente come soggetto San Giovanni Battista mentre predica nel deserto.
Al termine dell'aula si sviluppa il presbiterio, a pianta quadrata, rialzato di due gradini e concluso dal coro, la cui parete di fondo è piatta.